# Främre korsbandsskada
Främre korsbandsskada uppstår när det främre korsbandet (ACL efter anterior cruciate ligament) i knät antingen sträcks, eller delvis eller helt går av. Vanligast är att ligamentet helt går av. Symtomen innefattar bland annat smärta, poppande ljud vid skadan, instabilitet i knät, och ledsvullnad. Svullnad uppträder vanligtvis inom ett par timmar. I cirka 50 % av fallen har även andra strukturer i knät såsom ligament, brosk, eller menisker skadats.
Den underliggande skademekanismen innefattar ofta en abrupt eller oväntad förändring av rörelseriktningen, plötsliga stopp, en landning efter ett hopp, eller direkt kontakt. Skadan ses oftare bland idrottare, framförallt bland de som håller på med alpin skidåkning, fotboll, och basket. Diagnosen ställs vanligen genom fysisk undersökning med möjlighet att ytterligare stödjas av magnetresonansundersökning.
Preventiva åtgärder är fysisk träning samt genom att stärka bål- och ryggmuskulatur. Behandlingsrekommendationer vid främre korsbandsskada beror på vilken aktivitetsnivå man vill uppnå. Om framtida aktivitetsnivå antas vara låg kan ortosbehandling och fysioterapi räcka. Bland dem med hög aktivitetsnivå rekommenderas ofta artroskopisk operation med korsbandsrekonstruktion. Kirurgi, i de fall det är indicerat, sker vanligen inte förrän den initiala inflammationen från skadan har lagt sig.
År 2009 drabbades kring 200 000 människor per år i USA. I vissa sporter löper kvinnor högre risk, medan i andra är risken liknande för bägge könen. Bland de med total ruptur av ligamentet som inte opereras är det många som inte kan idrotta och risk finns att de utvecklar artros.